# Atractus guentheri
Atractus guentheri este o specie de șerpi din genul Atractus, familia Colubridae, descrisă de Wucherer 1861. Conform Catalogue of Life specia Atractus guentheri nu are subspecii cunoscute.